# تريشتشوتكا

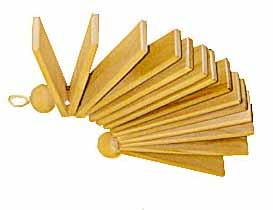
تريشتشوتكا

تريشتشوتكا ( (الروسية: трещо́тка، ‎ru‏) هي آلة موسيقية فلكلورية روسية، تُستخدم لتقليد التصفيق باليد. وتتكون من مجموعة من الألواح الصغيرة مرتبطة بخيط تُصفَق معًا كمجموعة.

## الاسم
الكلمة مشتقة من الجذرtresk-، الذي يعني "طقطقة". في العامية الروسية، تصف treshchotka أحيانًا شخصًا كثير الثرثرة وبصوت عالٍ.

## التاريخ
لا توجد وثائق معروفة تؤكد استخدام تريشتشوتكا في روسيا القديمة. ومع ذلك، في عام 1992، عثرت عملية التنقيب الأثري في مدينة نوفغورود على لوحين خشبيين، كانا، حسب فرضية فلاديمير إيفانوفيتش بوفتكين، أجزاء من تريشتشوتكا تعود للقرن الثاني عشر.
في العصر الحديث، لا تزال بعض القرى في روسيا تصنع التريشتشوتكا وتعزفها.

## التركيب
تتكون تريشتشوتكا من مجموعة مكونة من 15 إلى 20 لوحًا رفيعًا من خشب البلوط، يبلغ طولها حوالي 16 إلى 18 سم (حوالي 6-8 بوصة). تُثبّت الألواح بإحكام بواسطة حبل يُمرّر عبر فتحة في نهاية كل لوح. للتأكد من عدم ضغط الألواح على بعضها البعض، يستخدم فاصل خشبي صغير (2 سم [حوالي 1.5 بوصة]) بين كل لوحين.

## التقنية
لعزف تريشتشوتكا، يمسكها العازف من طرفيها بكلتا يديه، بشكل عام على مستوى الصدر أو الرأس، وينوع الحركة بين الخشنة والسلسة لإصدار أصوات طقطقة ونقر.
استخدمت تريشتشوتكا خلال مراسم زفاف الفلاحين حيث كان من الممكن تزيين الأدوات بشرائط وزهور وأحيانًا أجراس صغيرة. ربما لم يؤد هذا الاستخدام دورًا موسيقيًا فحسب، بل كانت له وظائف أخرى إذ ربما كان يحمي المتزوجين حديثًا من الأرواح الشريرة.[بحاجة لمصدر]

## روابط خارجية
- Тещётки (الروسية)